# Ariel Hernández
Ariel Hernández est un boxeur cubain né le 3 mai 1970 à Guane.

## Carrière
Champion olympique aux Jeux de Barcelone en 1992 dans la catégorie poids moyens, il s'impose de nouveau à Atlanta en 1996 et remporte 2 médailles d'or aux championnats du monde de Tampere en 1993 et de Berlin en 1995 auxquelles s'ajoute une médaille d'argent à Budapest en 1997, 1 médaille d'or aux Jeux panaméricains de Mar del Plata en 1995 et 7 titres nationaux.

## Parcours auxJeux olympiques
Jeux olympiques d'été de 1992 à Barcelone (poids moyens) :
- Bat Joseph Laryea (Ghana) 6-0
- Bat Gilberto Brown (Iles Vierges) 13-2
- Bat Sven Ottke (Allemagne) 14-6
- Bat Lee Seung-Bae (Corée du Sud) 14-1
- Bat Chris Byrd (États-Unis) 12-7

 Jeux olympiques d'été de 1996 à Atlanta (poids moyens) :
- Bat Kabary Salem (Égypte) 11-2
- Bat Sven Ottke (Allemagne) 5-0
- Bat Aleksandr Lebziak (Russie) 15-8
- Bat Rhoshii Wells (États-Unis) 17-8
- Bat Malik Beyleroğlu (Turquie) 11-3